# 中国核心利益
中国核心利益是指中华人民共和国的國家主權、安全、領土完整和發展的利益。中华人民共和国武装力量是维护国家核心利益的保障。

## 定义
2011年9月6日，中华人民共和国政府发表《中国的和平发展》白皮书，重新界定出中国核心利益的范围。白皮书指出，中国的核心利益包括：国家主权，国家安全，领土完整，国家统一，中国宪法确立的国家政治制度和社会大局稳定，经济社会可持续发展的基本保障。其中“中国宪法确立的国家政治制度和社会大局稳定”、“经济社会可持续发展的基本保障”这两项首次被正式宣布为中国的核心利益。

## 演变
该词汇最早被用于台湾问题，约2004年起，中国官员、学者和官方新闻机构用它指代主权问题。2006年起，该词汇开始涵盖西藏和新疆。
2009年7月，外交官员戴秉国在中美战略与经济对话会议中的发言，使中国的“核心利益”这一概念开始受到学界关注。
2013年4月26日，中华人民共和国外交部发言人华春莹在新闻发布会上表示，钓鱼岛是中国的“核心利益”。
2015年，中国新颁布的《国家安全法》进一步明确核心利益。

## 评价
2011年9月，新加坡《海峡时报》发文评价称，新华社正直接或间接将南中国海和东中国海都定义为中国的“核心利益”，这不同以往。
部分学者认为，“核心利益”的定义日益广泛和抽象，已经降低了其在外交谈话中的价值。